# Лангош

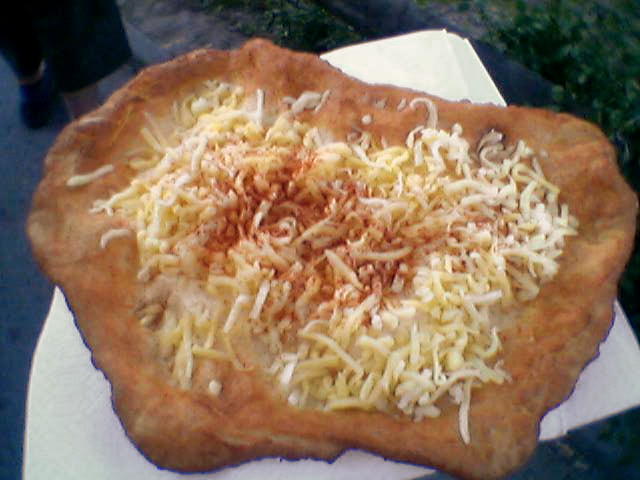
Лангош із сиром

Лангош або Ланґош (від угор. lángos — «полум'яний») — коржик із дріжджового тіста, який смажиться в олії. Подається найчастіше з часниковим соусом, сметаною, сиром або ж з усіма цими інгредієнтами разом. Лангош поширений в якості фастфуду і ярмаркового частування в Угорщині, Чехії, Словаччині, Сербії, Румунії, Австрії. В деяких джерелах лангош згадується як страва, яка потрапила до угорської кухні під час турецького ярма, в інших джерелах історія лангоша йде від давньоримських часів.

## Етимологія та історія

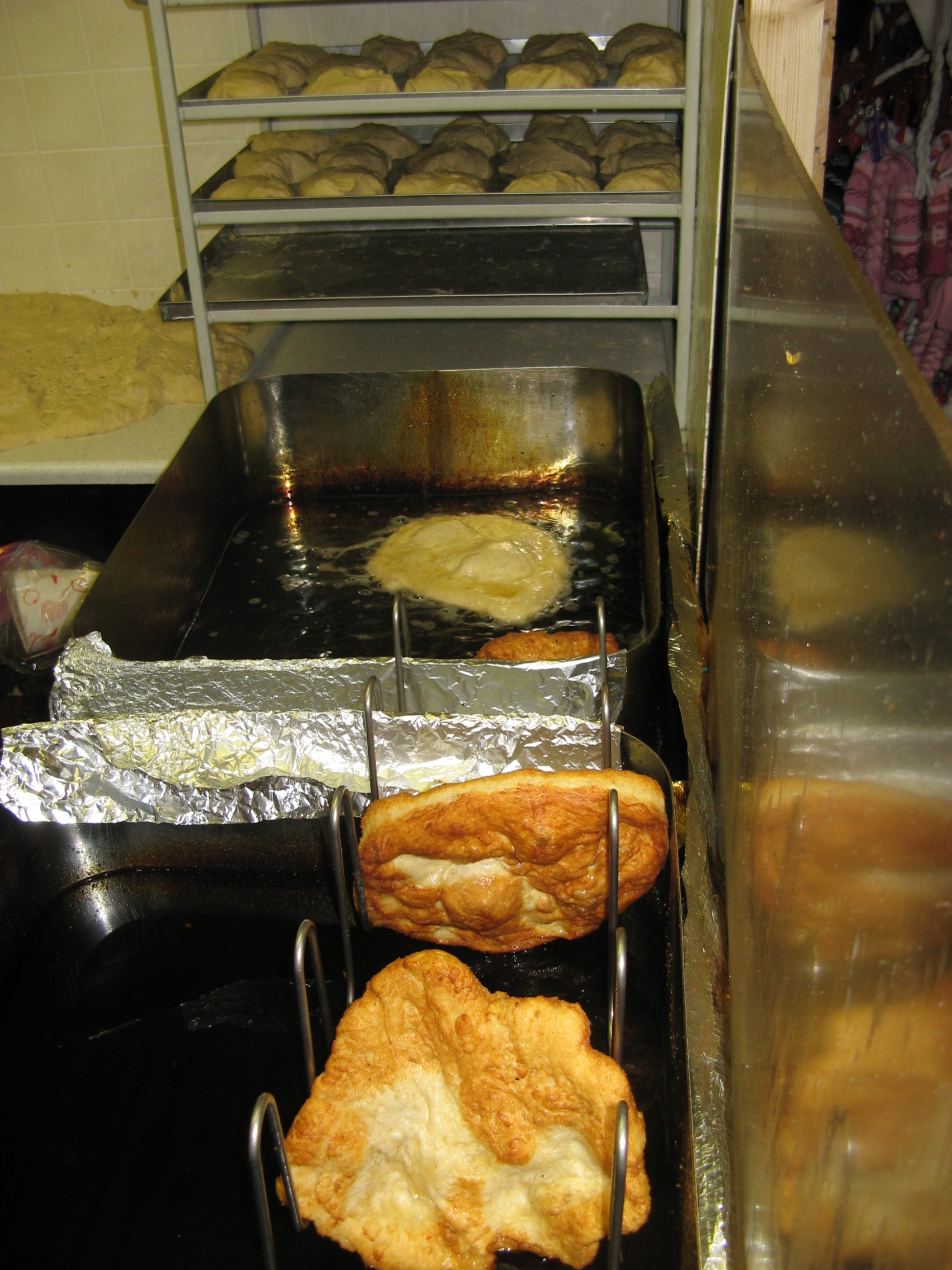
Лангоші у вуличного торговця

Назва походить від láng, угорського слова «полум'я».
Аж до середини XX століття хліб випікали раз на тиждень через витрати на розігрів великої печі та тривалого процесу замісу до 80 фунтів тіста. Оскільки буханець хліба, типовий для Угорщини, важив від 6 до 10 фунтів кожен, традиційно люди пекли менші (1–2 фунти) булочки «cipó» на вечір і наступного дня. Назва lángos (буквально означає «полум'яний») походить від того, що ці коржики пекли вранці, коли піч ще була розігріта. Лангоші також використовувалися як гарнір до обіду.
Після приходу до влади комуністів, коли у приватних господарствах не було великих запасів борошна, і коли майже всі стали найманими працівниками, які працювали позмінно, традиційна випічка зменшилася. Люди почали купувати хліб у продовольчих магазинах у менших кількостях. Без залишків тіста та без розігрітої печі лангош не випікався. Після революції 1956 знову був дозволений дрібний бізнес, і деякі люди почали відкривати невеликі пекарні на великих ринках, щоб продавати новий вид лангошів, смажених на салі або соняшниковій олії. Він став дуже популярним і разом із сосисками «hurka & kolbász» у 1960-х і 1970-х роках був вуличною їжею. До початку 80-х було всього 3 різновиди: простий (з часником і сіллю або без) і з капустою або картоплею в тісті. Перші нові рецепти, введені у 80-х, були зі сметаною та тертим сиром. У середині 1980-х хот-доги та гамбургери стали новими улюбленими стравами вуличної їжі угорців, але в середині 90-х лангош повернувся з багатьма новими видами і відтоді поширився по всьому світу.

## Варіації

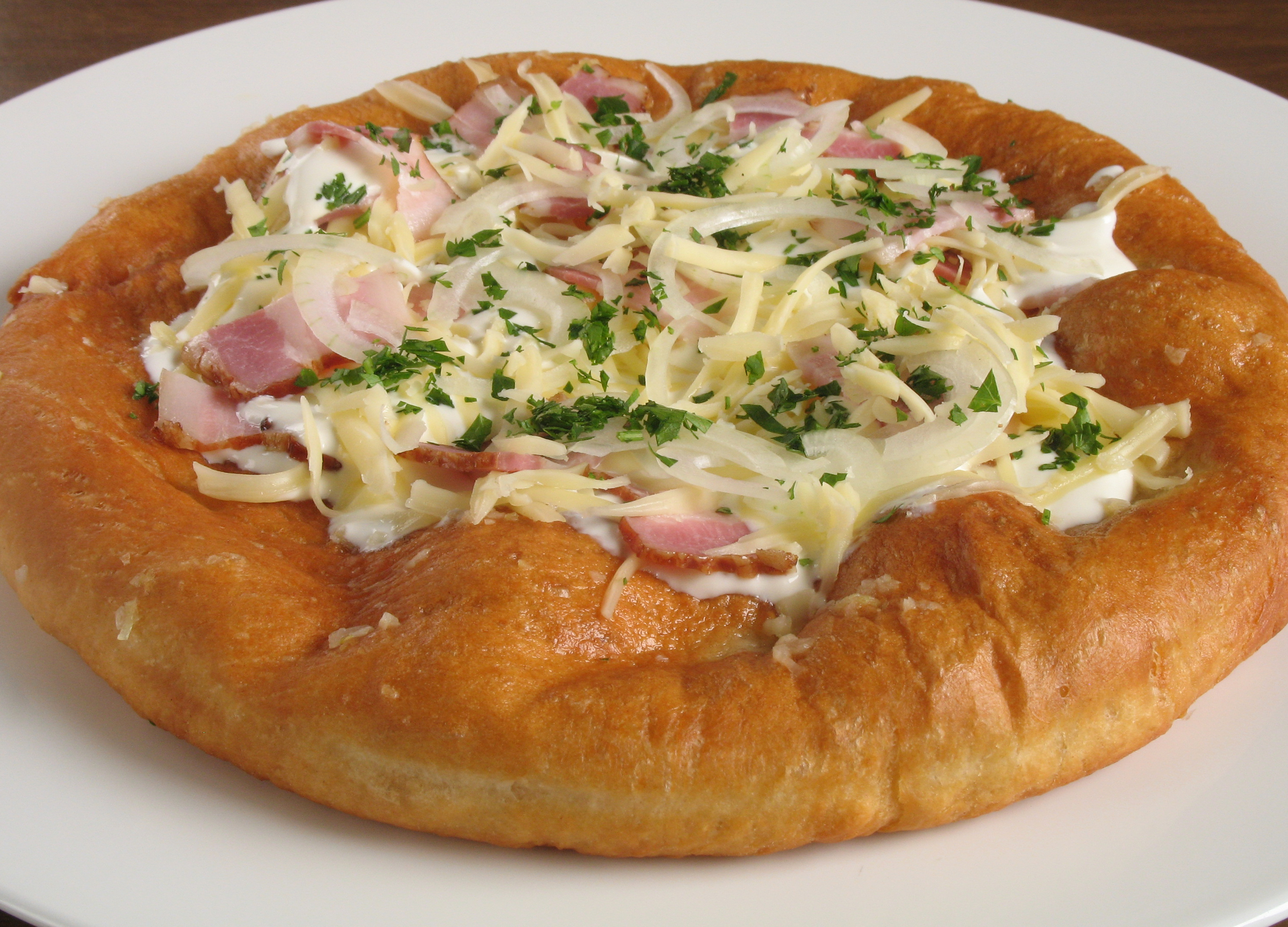
Лангош з тертим сиром, сметаною, беконом, цибулею та петрушкою

Тісто для лангошів готується з води або молока, борошна, дріжджів і солі. Інгредієнти перемішуються вручну або в тістомісильній машині. Тісто в основному таке ж, як тісто для піци, але воно не випікається, а смажиться в олії. Додавання в тісто сметани, йогурту або картопляного пюре необов'язкове, але рекомендується, в останньому випадку це називається картопляним лангошом (угорською krumplis langos). Його їдять свіжим та теплим, зі сметаною та тертим сиром, або липтовським сиром, шинкою або ковбасою, а найчастіше без начинки, просто натертий часником, або облитий часниковою водою. Іншими інгредієнтами та добавками можуть бути гриби, сир, баклажани, капуста, кефір, омлет, цукрова пудра або джем.

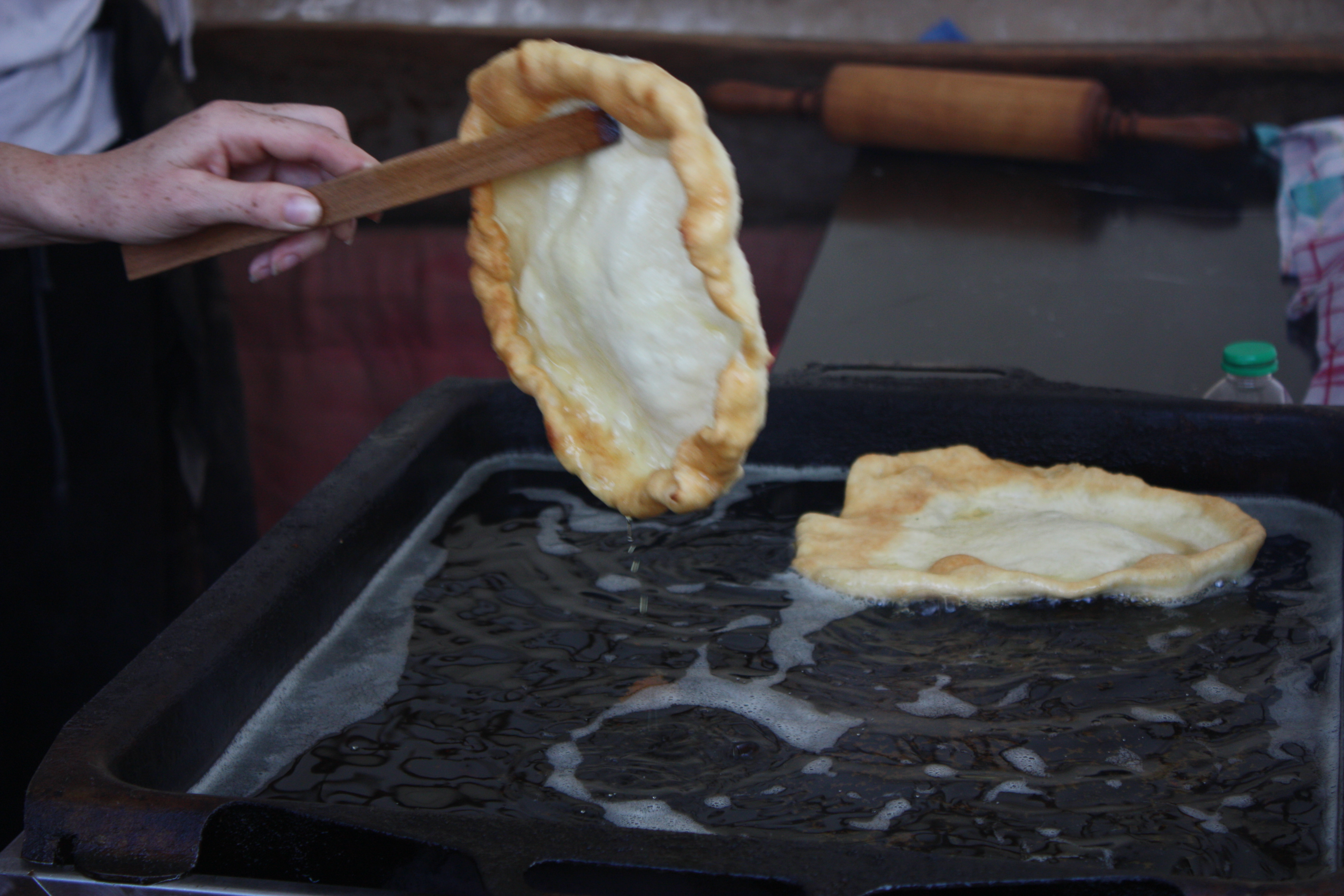
Підсмажений лангош

На початку 2000-х продавці почали будувати невеликі переносні глиняні печі та продавати запечені в духовці лангоші, які називаються «kenyérlángos» (хлібні лангоші), на фестивалях та ярмарках. Хоча він і нагадує традиційний лангош, він більше схожий на піцу зі сметаною, цибулею та беконом.
Лангош популярний цілий рік. Оскільки це досить доступна та проста їжа, її часто продають на автовокзалах, ярмарках, місцевих ринках та в багатьох країнах Східної Європи під час місцевих свят чи спортивних заходів. Його продають у багатьох ресторанах швидкого харчування не лише Угорщини, а й Австрії, з якою пов'язана угорська історія. В Австрії, особливо у Відні, лангош дуже популярний як фаст-фуд на ярмарках і в парках розваг, таких як Пратер. Лангош відомий у Чехії, Словаччині та Хорватії як langoš, у Сербії як languš (хоча його зазвичай називають «Mekike»). У Словенії він відомий як Langaš, а в Болгарії — як Mekitsa. Він також популярний у Румунії (особливо у Трансільванії) як langoși. Лангош також надзвичайно популярний у Польщі, де він відомий як «langosz», і у Великій Британії, де він називається «langos» або «угорський смажений хліб».